# Estanciano Esporte Clube
O Estanciano Esporte Clube é um clube de futebol brasileiro sediado em Estância, Sergipe. Fundado em 14 de junho de 1956, é um dos mais tradicionais do futebol sergipano.

## História

Escudo tradicionalmente utilizado pelo clube.

A história do Estanciano começou em 14 de junho de 1956, após uma desavença entre desportistas do Cruzeiro Esporte Clube, antigo clube social da mesma cidade. Iniciou no amadorismo com campanhas discretas, mas se profissionalizou na década de 1960. Nesse período revelou muitos atletas que se destacaram no cenário regional e nacional como Guio, reserva de Danilo Menezes, do Vasco da Gama. Na década de 1970, junto de outras equipes sergipanas, abriu o mercado de trabalho para atletas como Augusto (goleiro), Mário Portela (zagueiro), Mendonça (meio-campista), estreando no Campeonato Sergipano em 1971.
No início da noite de 20 de abril de 1979, quando parte da equipe estava a caminho de um jogo amistoso contra o Lagarto EC, o Chevette onde estavam colidiu com um caminhão-tanque nas imediações do Posto das Mangueiras, causando a morte de seis pessoas, o motorista Nadinho, os jogadores Rui e Zé Maria, João Papá seu filho Luiz Teixeira, que jogava na base, e um torcedor chamado João Monteiro. A tragédia deixou a cidade de Estância em luto e repercutiu por todo o estado, mas o Estanciano conseguiu se recuperar.
Foi na década de 1980 com a finalização da construção do estádio Francão que o clube se consolidou no cenário regional e nacional, com uma equipe competitiva que manteve regularidade sempre entre os quatro melhores e conquistando turnos e fases, inclusive em 1983 quando terminou em segundo lugar, sendo consagrado pela imprensa como "carrossel Canarinho". Também disputou amistosos contra o Fluminense (2–2), Vasco da Gama (0–1), Bahia, Vitória e Sport.
Em 29 de maio de 1997, pela decisão da segunda divisão estadual, no jogo de ida, venceu o Gararu fora de casa por 2–1, e em 1° junho, em casa, venceu por 1–0, garantindo o seu primeiro título profissional da história. Em 2003, a equipe disputou os seus jogos do primeiro turno daquele estadual em Itaporanga d'Ajuda, retornando para Estância no segundo turno.
Foi vice-campeão da segunda divisão em 2010, 2012, e vice-campeão da primeira divisão em 2015, perdendo o título para o Confiança na final por 5–0 no agregado mas garantido vaga na Série D de 2015, Copa do Nordeste e Copa do Brasil de 2016, embora nestes dois últimos tenha sido eliminado logo na primeira fase. Pela Série D, avançou de fase em segundo lugar mas foi eliminado pelo River-PI por 4–2 na segunda fase, terminando em 10° lugar. Em 2018, conquistou outro vice-campeonato da segunda divisão, e hoje em dia passa por uma reestruturação financeira e organizacional do departamento de futebol.

## Títulos
- Campeonato Sergipano - Série A2: 1997
- Campeonato Sergipano de Futebol Sub-19: 2016